# Prosthaptus exuberatus
Prosthaptus exuberatus is een keversoort uit de familie soldaatjes (Cantharidae). De wetenschappelijke naam van de soort werd in 1958 gepubliceerd door Magis.